# Wysokie (gromada w powiecie ełckim)
Wysokie – dawna gromada, czyli najmniejsza jednostka podziału terytorialnego Polskiej Rzeczypospolitej Ludowej w latach 1954–1972.
Gromady, z gromadzkimi radami narodowymi (GRN) jako organami władzy najniższego stopnia na wsi, funkcjonowały od reformy reorganizującej administrację wiejską przeprowadzonej jesienią 1954 do momentu ich zniesienia z dniem 1 stycznia 1973, tym samym wypierając organizację gminną w latach 1954–1972.
Gromadę Wysokie z siedzibą GRN w Wysokiem utworzono – jako jedną z 8759 gromad – w powiecie ełckim w woj. białostockim, na mocy uchwały nr 13/V WRN w Białymstoku z dnia 4 października 1954. W skład jednostki weszły obszary dotychczasowych gromad Golubie, Golubka, Mikołajki, Skomętno Wielkie, Wysokie i Zaborowo ze zniesionej gminy Golubie oraz obszar dotychczasowej gromady Kulesze ze zniesionej gminy Pisanica w tymże powiecie. Dla gromady ustalono 10 członków gromadzkiej rady narodowej.
Gromadę Wysokie zniesiono 1 stycznia 1972, a jej obszar włączono do gromad Kalinowo (wsie Skomętno i Zaborowo oraz część lasów państwowych Nadleśnictwa Pisanica obręb Zaborowo o powierzchni 893,33 ha, obejmującą oddziały Nr Nr 26-42. 44-60 i 43/2), Chełchy (wieś Golubie) i Pisanica (wsie Golubka, Kulesze, Mikołajki, Wysokie i PGR Wysokie oraz część lasów Państwowych Nadleśnictwa Pisanica obręb Golubka o powierzchni 261,28 ha, obejmującą oddziały Nr Nr 171-181).